# درلی
درلی (به ترکی استانبولی: Dereli) یک منطقهٔ مسکونی در ترکیه است که در استان گره‌سون واقع شده‌است. درلی ۳۴۶ متر بالاتر از سطح دریا واقع شده‌است.